# Hare paenga
El hare paenga era l'habitatge tradicional de l'Illa de Pasqua, abans de la invasió per les missions catòliques. Tenia forma de barca invertida i estava realitzada amb material vegetal que servia per a protegir l'habitatge dels fenòmens atmosfèrics. El sostre estava format per una triple capa: primer es lligava el hatunga, una gruixuda capa de totora (Scirpus californicus), després una capa de fulles de canya de sucre i sobre aquesta una capa de pastura.
Hi ha un únic accés que té una alçada d'un metre i l'ample suficient per deixar passar a una persona. L'entrada es tanca amb una cortina confeccionada amb totora trenada. No hi ha finestres, de manera que en el seu interior regna la foscor. La situació de la porta determina un eix que divideix la cabanya en dues parts iguals. A la nit, per dormir, els caps se situen capiculats a cada costat d'aquest eix, deixant entre ells l'espai suficient per donar pas als que entren i surten.
A l'interior de les barraques es troben algunes estàtues d'uns trenta centímetres d'alçada i que representen figures d'homes, peixos, aus, així com tauletes de fusta o bastons coberts de jeroglífics.